# Usina Hidrelétrica de Espora
A Usina Hidrelétrica de Espora está localizada nas divisas dos municípios de Itarumã, Aporé e Serranópolis, no estado de Goiás.
É administrada pela Espora Energética S.A.
Em janeiro de 2008, a barragem cedeu à força da água do Rio Corrente, devido à fortes chuvas.